# Chiesa di San Girolamo (Cedegolo)
La chiesa di San Girolamo è il principale luogo di culto cattolico di Cedegolo, in provincia di Brescia, ed è dedicato a san Girolamo. È stato elevato a parrocchia l'11 settembre 1629 e fa parte della zona pastorale dell'Alta Val Camonica. La chiesa è stata consacrata con il rito della dedicazione solo il 30 settembre 2019.

## Storia
Un luogo di culto era presente nella zona di Cedegolo già in tempi remoti. Dagli atti della visita pastorale di san Carlo Borromeo del 1580, risulta che vi era una chiesa risalente al XIV secolo, avente una loggia poi perduta forse proprio su richiesta del Borromeo. Fu costruita una chiesa sui resti di questo antico edificio nel 1653. La chiesa, che era stata separata dalla parrocchia di San Filastrio di Grevo e istituita come parrocchiale nel 1629 con decreto del vescovo di Brescia Marino Zorzi, venne costruita su progetto del 1654 di Francesco Richiedei di Capo di Ponte, con manovalanza cittadina organizzata dal capomastro Lorenzo Tanghetti. Del medesimo anno fu l'edificazione dell'altare maggiore sempre su disegno del Richiedei. Pochi anni dopo venne commissionata la creazione della torre campanaria che fu edificata nel 1667. L'archivio parrocchiale conserva il contratto con i maestri Cartenedolo Bartolomeo Bella e Graziosi Grazioli.
Nel 1914 venne ricostruita la facciata a orientamento neoclassico su disegno dell'architetto Fortunato Canevali, che mantenne l'impianto del grande portale d'ingresso.
La facciata è stata ricostruita nel 1914 sempre su disegno di Fortunato Canevali. L'edificio è stato consacrato al culto nel settembre del 2019, mantenendone l'antica dedicazione a san Girolamo.

## Descrizione
La chiesa, posta nella parte centrale dell'antico centro storico, è preceduta dal sagrato in ciottolato di piccole dimensioni, anticipato da una gradinata e circondato da un basso muretto. La facciata ricostruita nel XX secolo conserva il maestoso portale in pietra grigia di Sonico risalente alla chiesa seicentesca realizzato dai due fratelli loveresi  Andrea e Giuseppe Zanella nel 1672. Quattro grandi lesene a colonna poggianti su un grande basamento in legno, divise in cinque sezioni e culminanti con il capitello corinzio, sorreggono il timpano modanato, e sorretto da piccole mensole.
L'interno è a navata unica tra le cose di maggior pregio vi è il paliotto dell'altare maggiore raffigurante la natività, lavoro di scultura lignea, opera datata 1691 di Giovanni Giuseppe Piccini. Il paliotto è composto da quarantuno statuette, con la raffigurazione dei santi Girolamo e Agostino, le virtù Teologali e le buone opere. Questo lavoro renderà famoso l'artista che riceverà commissioni anche nel bergamasco e nel milanese. La chiesa è conserva affreschi realizzati da Giovanni Antonio Cappello, come indicato dalla firma posta sul medaglione posto sopra l'ingresso. L'aula è arredata anche da due statue raffiguranti san Giuseppe, san Rocco, la Madonna, probabilmente realizzate da Giambattista Zotti, mentre il Crocifisso cinquecentesco è di autore ignoto.
L'altare conserva il dipinto a fresco raffigurante San Girolamo nel deserto vincitore sul male sorretto dalla visione dell’Angelo chiamante con la tromba del Giudizio finale.